# Johanna Terwin

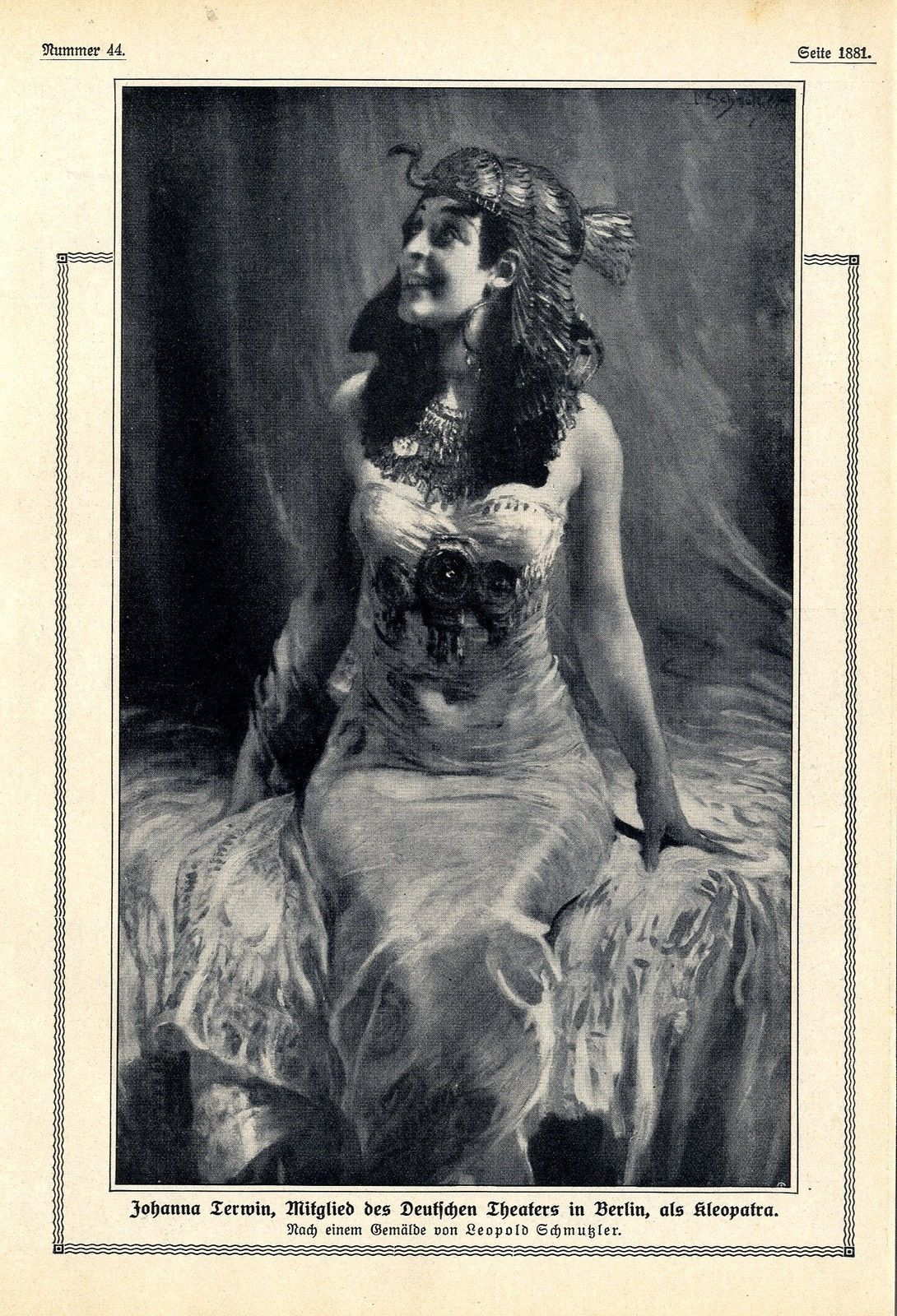
Leopold Schmutzler: Johanna Terwin am Deutschen Theater Berlin in George Bernard Shaw Caesar und Cleopatra. Reproduktion des Ölbildes (ca. 1911)

Johanna Terwin (eigentlich Wilhelmine Johanna Winter, * 18. März 1884 in Kaiserslautern; † 4. Januar 1962 in Zürich) war eine deutsche Schauspielerin.

## Leben
Sie debütierte 1904 am Stadttheater Passau, dann folgten Bühnenauftritte in Zürich und München. Seit 1911 wirkte sie in Berlin. Zu ihren Spielorten gehörten das Deutsche Theater, das Berliner Theater und das Theater am Schiffbauerdamm.
Sie übernahm tragende Rollen in Max Reinhardts Sumurun (Titelrolle, 1911), Romeo und Julia (Julia, 1912), Hamlet (Ophelia, 1912), George Bernard Shaws Arzt am Scheideweg (1912), Frühlings Erwachen (1913), Gespenster (1914), Minna von Barnhelm (1914) und vielen anderen Stücken. Zu dieser Zeit wirkte sie auch in verschiedenen Stummfilmen mit, unter anderem an der Seite von Alexander Moissi, der im Dezember 1919 in Berlin ihr Ehemann wurde.
In den 20er Jahren ging sie nach Wien und wurde dort Ensemblemitglied am Theater in der Josefstadt. 1920 und 1921 verkörperte sie die beiden ersten Male die Buhlschaft im Jedermann bei den Salzburger Festspielen. Den Jedermann spielte dabei jeweils ihr Ehemann Alexander Moissi. Im Kino erschien sie von nun an nur noch gelegentlich, besonders beim österreichischen Film. Nach dem Zweiten Weltkrieg kehrte sie 1950 beim Deutschen Theater Göttingen auf die Bühne zurück, 1953 stand sie auf den Wuppertaler Bühnen und gastierte am Volkstheater Wien. Nach 15 Jahren Abwesenheit trat sie 1957 in der Rolle einer Kokotte in Gigi am Renaissance-Theater noch einmal in Berlin auf.

## Filmografie (Auswahl)
- 1913: Heimat und Fremde
- 1913: Das schwarze Los
- 1914: Die badende Nymphe
- 1914: Lache, Bajazzo!
- 1915: Der falsche Schein
- 1915: § 14 BGB
- 1917: Lehrer Matthiesen
- 1918: Pique Dame
- 1918: Der ewige Zweifel
- 1918/19: Kain (4 Teile)
- 1932: Tausend für eine Nacht
- 1936: Blumen aus Nizza
- 1936: Die Julika (Ernte)
- 1937: Premiere
- 1938: Die unruhigen Mädchen (Finale)
- 1942: Sommerliebe
- 1958: Frauensee